# Manuela Schär
Pour les articles homonymes, voir Schär.
Manuela Schär, née le 5 décembre 1984, est une  athlète suisse d'handisport, médaillée de bronze et d'argent aux Jeux paralympiques d'été de 2004 à Athènes et médaillée de bronze aux Jeux paralympiques de 2008 à Pékin en 2008. Elle est championne du monde au marathon en 2013. Elle représente la Suisse aux Jeux paralympiques d'été de 2012 de Londres et de Rio en 2016.

## Biographie
Manuela Schär devient paraplégique à l'âge de 8 ans à la suite d'un accident sur une aire de jeu.
Elle est médaillée de bronze aux 100 m et d'argent aux 200 m aux Jeux paralympiques d'été de 2004 à Athènes et médaillée de bronze aux 200 m aux Jeux paralympiques de Pékin en 2008. Elle finit 5e aux 100 m et 7e aux 800 m des Jeux paralympiques de Londres en 2012. Elle représente la Suisse en 2016 aux Jeux paralympiques d'été  à Rio.
En 2017 et 2019 , elle emporte les médailles d'Or au Marathon de Boston et au Marathon de Londres.

## Palmarès

### Jeux paralympiques
- 2004 - Athènes
  -  Médaille d'argent, 200 m
  -  Médaille de bronze, 100 m
- 2008 - Pékin
  -  Médaille de bronze, 200 m
- 2020 - Tokyo
  -  Médaille d'argent, 5 000 m
  -  Médaille d'argent, 1 500 m
  -  Médaille d'or, 800 m

### Championnats du monde
- 2013- Lyon
  -  Médaille d'argent, 400 m[4]

### Marathons[5]
- 2014-Marathon de New-York
  -  Médaille d'argent
- 2014-Marathon de Londres
  -  Médaille d'argent
- 2015-Marathon de New-York
  -  Médaille d'argent
- 2016-Marathon de New-York
  -  Médaille d'argent
- 2016-Marathon de Berlin
  -  Médaille d'or
- 2016-Marathon de Londres
  -  Médaille d'argent
- 2016-Marathon de Boston
  -  Médaille d'argent
- 2017-Marathon de Londres
  -  Médaille d'or
- 2017-Marathon de Boston
  -  Médaille d'or
- 2017-Marathon de Tokyo
  -  Médaille d'argent
- 2019-Marathon de Boston[6]
  -  Médaille d'or
- 2019-Marathon de Londres[7]
  -  Médaille d'or